# Selce (Crikvenica)
Pour les articles homonymes, voir Selce.
Selce est une localité de Croatie située dans la municipalité de Crikvenica, dans le comitat de Primorje-Gorski Kotar. En 2001, la localité comptait 1 623 habitants.

## Démographie
| 1948 | 1953 | 1961 | 1971  | 1981  | 1991  | 2001  |
| ---- | ---- | ---- | ----- | ----- | ----- | ----- |
| 896  | 862  | 955  | 1 196 | 1 486 | 1 439 | 1 623 |